# Окта (король Кенту)
Окта (давн-англ. Octa, Octha; близько 500  —534/540) — король Кенту у 512/516—534/540 роках. Більшість відомостей про нього міститься у Джеффрі Монмутського («Історія королів Британії»).

## Ім’я
Найімовірніше, англосаксонське ім’я Окта спільнокореневе зі скандинавським Оттар. Як обережно припускає Кейтлін Грін, обидва імені можуть походити від гуннського імені Октар.

## Життєпис
Походив з династії Ескінгів. Син Еска, короля Кенту. За іншими відомостями його батьком був Хенгіст, але це викликає сумнів. Разом з батьком Еском брав участь у війнах проти бритів.
За різними хроніками став короля після смерті батька у 512 або 516 році. Відповідно Еск загинув у битві під горою Бадон, де брити здобули перемогу над коаліцією англів, ютів та саксів. Напевне Окта також брав участь у цій битві, проте вижив.
Перший період правління Окта приділяв збереженню володінь ютів у долині річки Темза. У 520 роках зумів підкорити західних саксів, що стали кордоном між власне Кентом і державами бритів та англів. Призначив намісником над західними саксами Оффу або Есквіна (його нащадки перетворилися на самостійних королів Ессексу). Втім правління останнього відносять до 54 або 560 року. Тому це напевне відбулося вже за наступника Окти.
Помер у 534 або 540 році. Йому спадкував син Ерменрік.